# مسابقات فرمول یک فصل ۱۹۵۹
مسابقات فرمول یک فصل ۱۹۵۹ در سال ۱۹۵۹ میلادی برگزار شد. در این مسابقات جک برابهم (به انگلیسی: Jack Brabham) از تیم کوپر و با خودروی کلایمکس به قهرمانی رسید وی که در آغاز مسابقه در خط ۱ قرار داشت، بهترین زمان خود را در دور ۱ به دست آورد و در مجموع صاحب ۳۱ امتیاز شد.